# Nemanja Radoja
Nemanja Radoja (in serbo Немања Радоја?; Novi Sad, 6 febbraio 1993) è un calciatore serbo, centrocampista dello Sporting K.C.

## Caratteristiche tecniche
Mediano, può giocare anche da centrale difensivo.

## Carriera

### Club
Cresciuto nel Vojvodina, il 12 agosto 2014 gli spagnoli del Celta Vigo ne ufficializzano il trasferimento in cambio di € 0,9 milioni.